# Робин Гуд спасает трёх стрелков
«Робин Гуд спасает трёх стрелков» (англ. Robin Hood Rescuing Three Squires, также Robin Hood Rescues Three Young Men, Child 140, Roud 71) — английская народная баллада, входящая в цикл баллад о Робин Гуде. Первая известная её запись содержится в плохо сохранившемся манускрипте, найденном Томасом Перси и датируемом серединой XVII века; полный же текст впервые опубликован в дешёвом издании XVIII века. В отличие от почти всех остальных баллад о Робин Гуде, эта имела хождение в устной традиции, отчего существует более чем одна версия баллады. Фрэнсис Джеймс Чайлд в своём собрании приводит четыре варианта её текста.

## Сюжет
На пути в Ноттингем Робин Гуд встречает плачущую старую женщину. Он узнаёт, что случилось: трёх юношей ведут сегодня на казнь за то, что они охотились на королевского оленя. Далее на своём пути он встречает нищего (или паломника) и предлагает тому поменяться одеждой. Оборванец скептично настроен, но Робин подкрепляет свои намерения серебряными и золотыми монетами. Он облачается в неказистый наряд и приходит в Ноттингем. Найдя шерифа, Робин спрашивает того, нужны ли ему услуги палача. Шериф отвечает утвердительно и предлагает скромную плату за услуги бродяги. Однако тот резко отказывается и, достав из сумы охотничий рожок, дважды в него трубит. На зов из леса являются вольные стрелки. Они освобождают трёх осуждённых юношей, а в некоторых вариантах, переместив виселицу за пределы города, вздёргивают на ней шерифа.
Описания событий баллады возникают в пьесах Энтони Мандея конца XVI века, хотя это не обязательно говорит о раннем её происхождении. Чайлд считает, что подражанием этой является баллада «Робин Гуд спасает Уилла Статли» (англ. Robin Hood Rescuing Will Stutly, Child 141), в таком случае она должна была сложиться до 1663 года, которым датируется первая точно датированная публикация предполагаемой имитации.

## Русский перевод
Балладу на русский язык в 1915—1916 году переводил Самуил Маршак (сохранился черновик частичного перевода баллады). Впервые перевод Маршака под названием «Робин Гуд и шериф» опубликован в журнале «Пионер» (№ 4 за 1946 год), в изданиях 1952 и 1959 года в него были внесены незначительные исправления. Перевод Марины Цветаевой под названием «Робин Гуд спасает трёх стрелков» появился в сборнике М. М. Морозова «Баллады и песни английского народа», вышедшем в 1942 году. Также балладу под названием «Робин Гуд и вдова» перевёл И. М. Ивановский.